# سانتياغو دو كاسيم
سانتياغو دو كاسيم هي مدينة من مدن البرتغال. يبلغ عدد سكانها 29,749 نسمة وذلك حسب إحصائيات سنة 2011. تبلغ مساحتها 1059.69 كم².

## توأمة
لسانتياغو دو كاسيم اتفاقيات توأمة مع كل من:
- سانتياغو دي كومبوستيلا
- بالملا [الإنجليزية]‏

## معرض صور

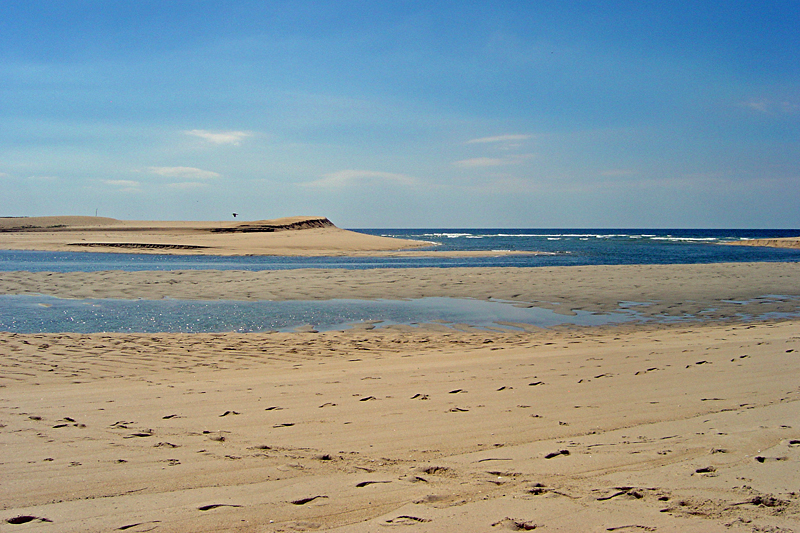
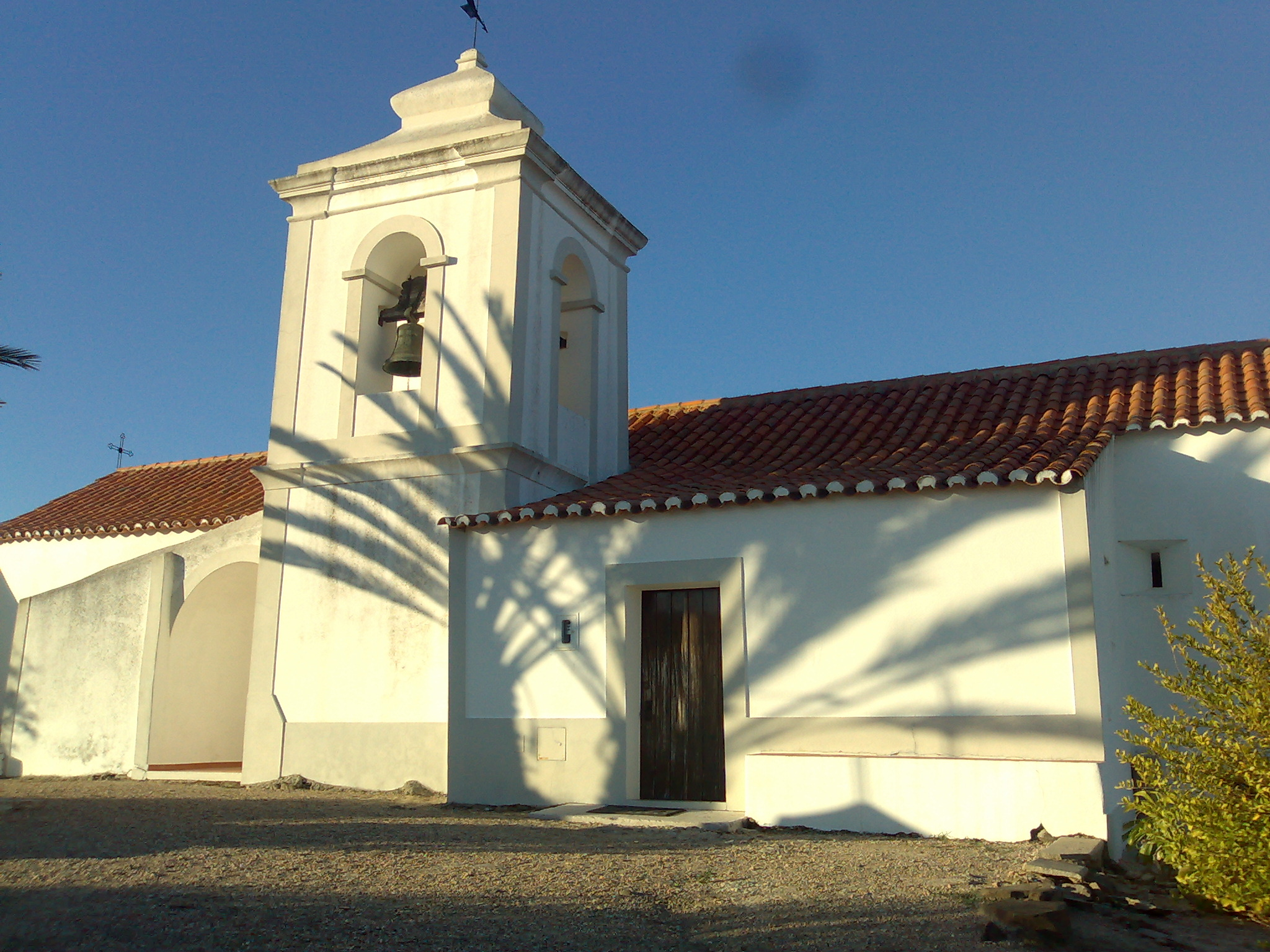
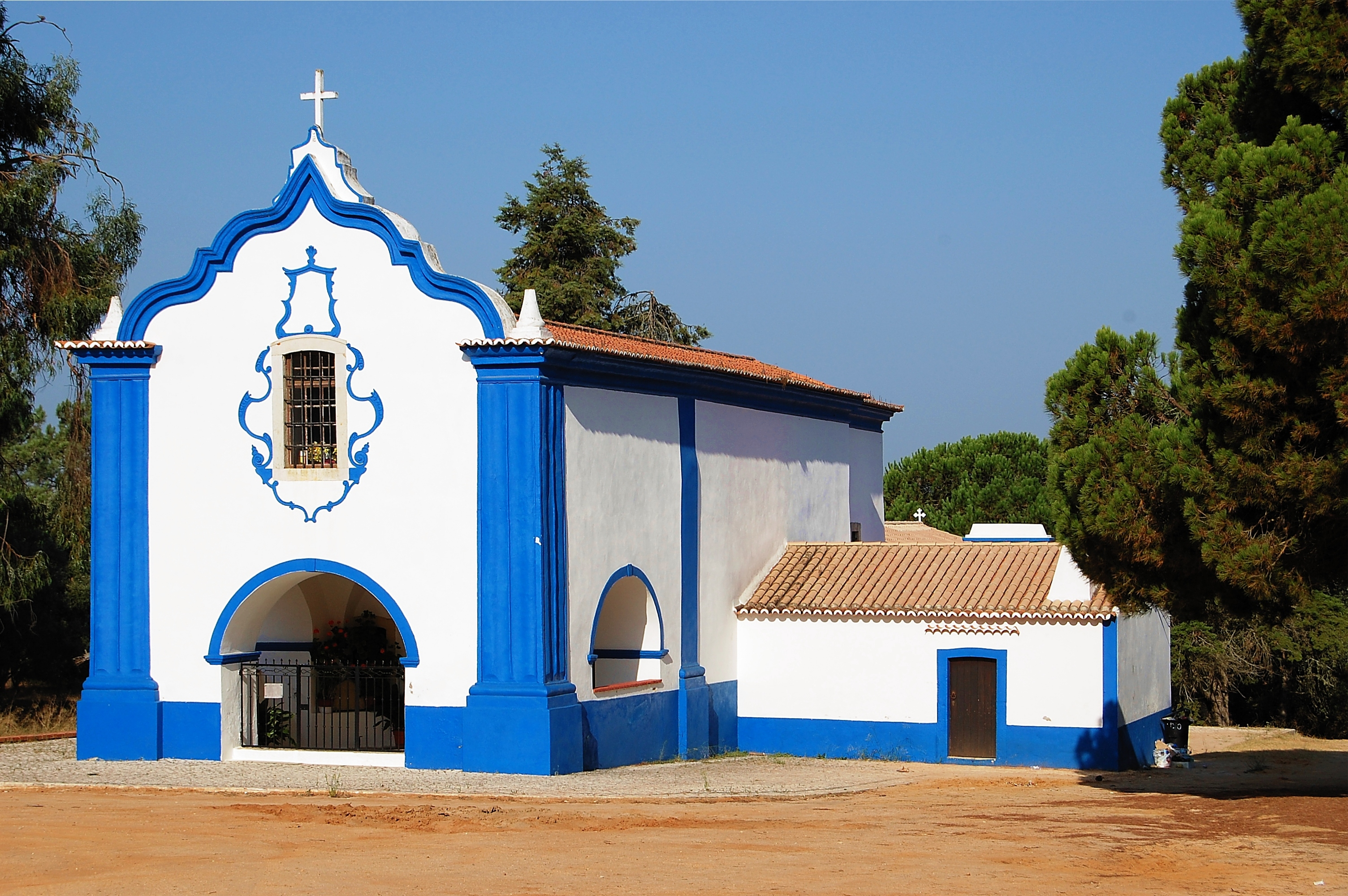
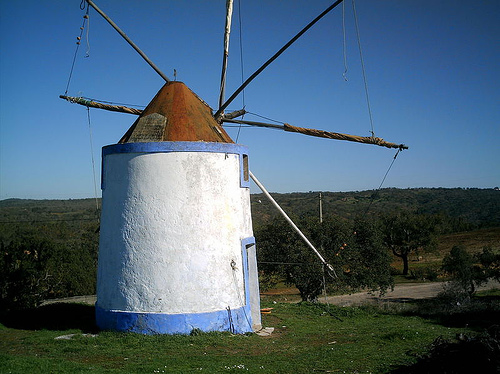
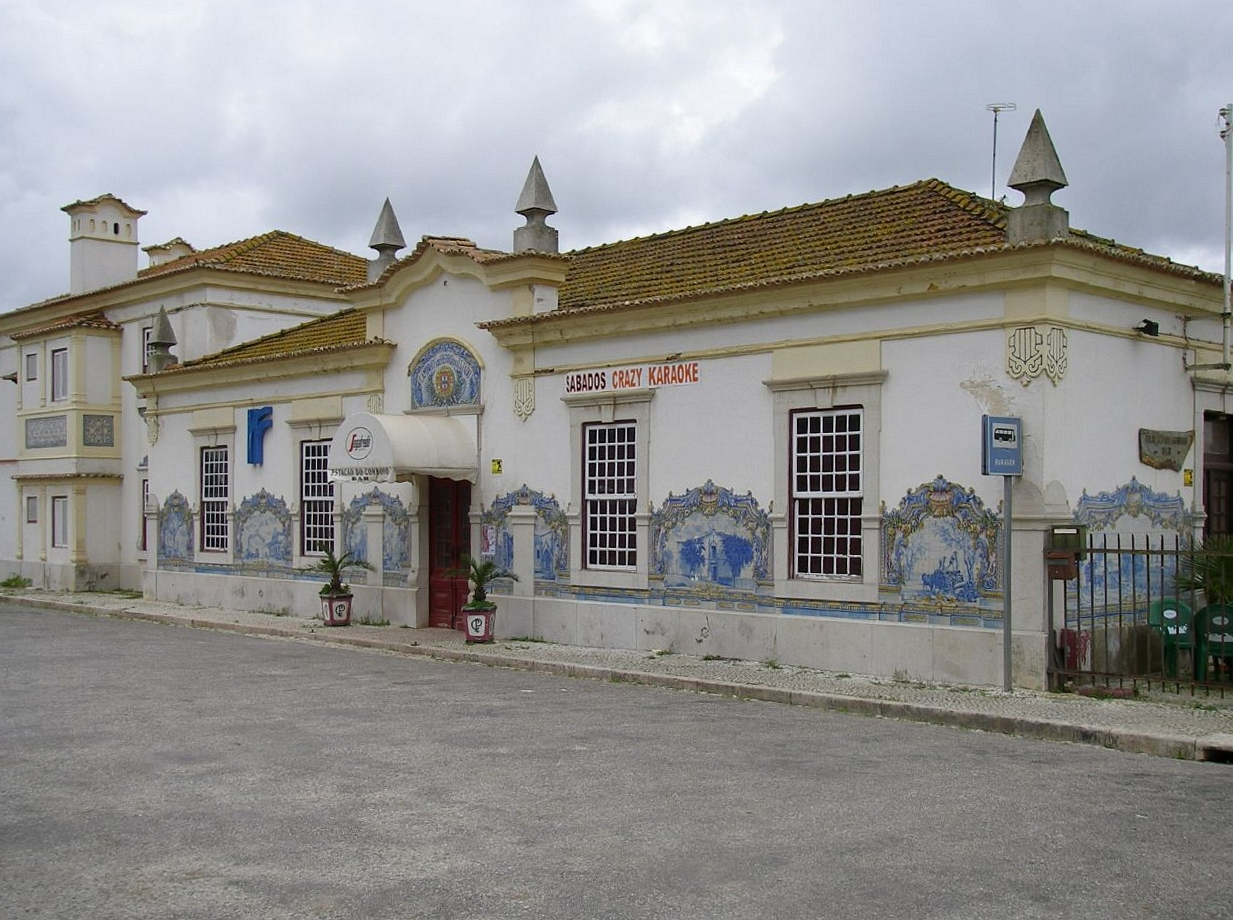
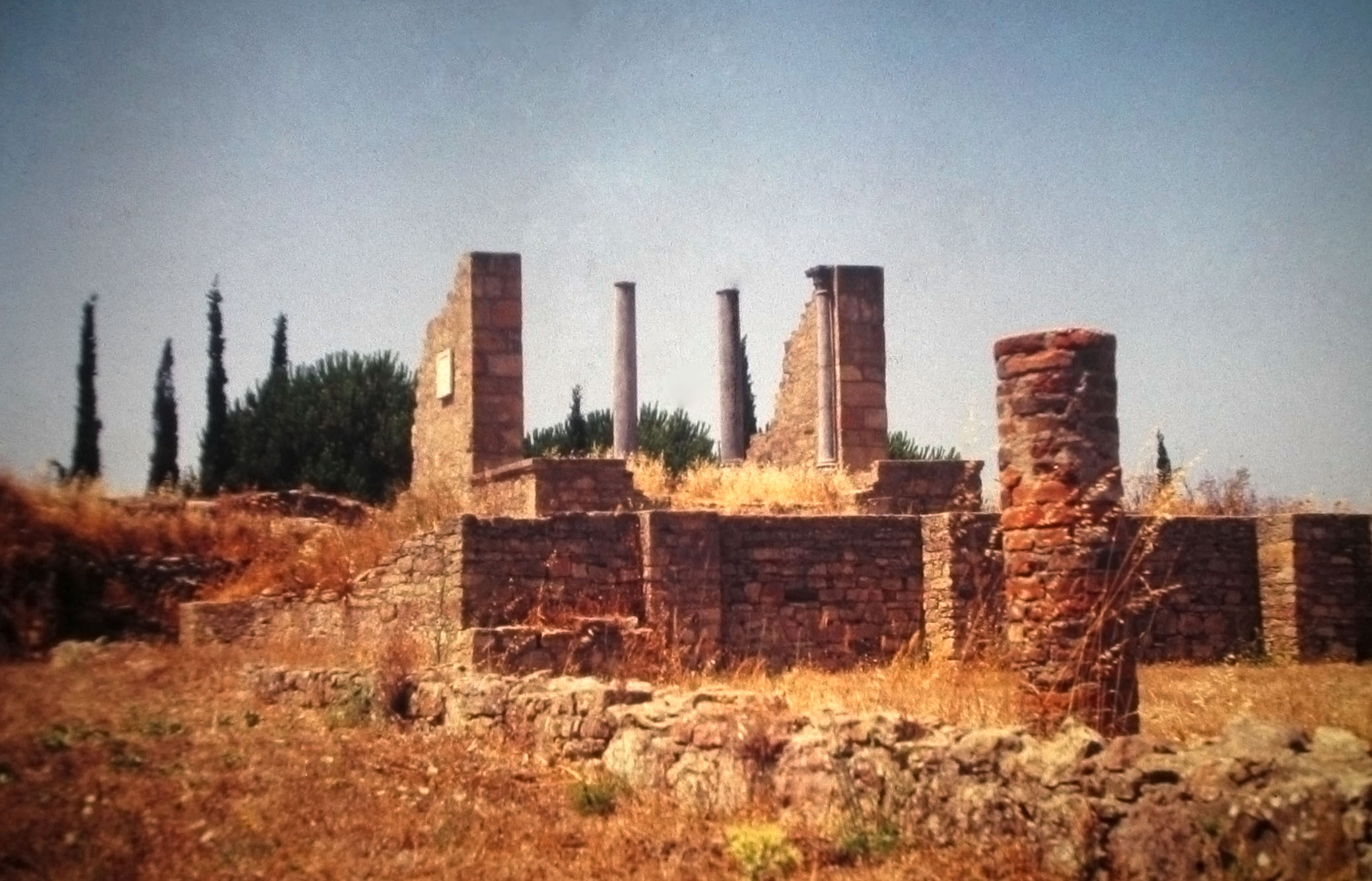

## وصلات خارجية
- الموقع الرسمي